# Epomophorus crypturus
Il pipistrello della frutta dalle spalline di Peters (Epomophorus crypturus  Peters, 1852) è un pipistrello appartenente alla famiglia degli Pteropodidi, diffuso nell'Africa subsahariana.

## Dimensioni
Pipistrello di medie dimensioni con la lunghezza della testa e del corpo tra 110 e 170 mm, la lunghezza dell'avambraccio tra 75 e 88 mm, la lunghezza della coda fino a 5 mm, la lunghezza del piede tra 16 e 26 mm, la lunghezza delle orecchie tra 21 e 27 mm, un'apertura alare fino a 57,1 cm e un peso fino a 140 g.

## Aspetto
La pelliccia è corta, soffice e leggermente lanuginosa. Le parti dorsali sono marroni chiare, più chiare sulle spalle e spesso con dei riflessi giallastri sulla testa, il collo e la groppa, la base dei peli è scura, mentre le parti ventrali sono più chiare, con la gola in alcuni maschi adulti bruno-rossastra. Sono presenti due ciuffi di lunghi peli bianchi intorno a delle ghiandole situate su ogni spalla. Il muso è lungo e largo, gli occhi sono grandi e marroni. Le labbra e le guance sono carnose ed espansibili. Le orecchie sono corte, con l'estremità arrotondata, marroni con i bordi più scuri e con due macchie bianche alla base anteriore e posteriore. Le ali sono marroni ed attaccate posteriormente alla base del secondo dito del piede. La coda è rudimentale o assente, mentre l'uropatagio è ridotto ad una sottile membrana lungo la parte interna degli arti inferiori. Sono presenti 4 creste palatali inter-dentali e 2 post-dentali. Il cariotipo è 2n=35 nei maschi e 36 nelle femmine FNa=68.

## Biologia

### Comportamento
Di giorno si rifugia singolarmente o in gruppi fino a diverse centinaia di individui tra il fogliame alto di alberi sempreverdi. Il volo è rapido e diretto negli spazi aperti, lento e manovrato nella vegetazione. Può rimanere brevemente sospeso in volo e spiccarlo da terra. Diviene attivo al tramonto, quando i maschi iniziano ad emettere vocalizzazioni moderate per attirare le femmine. 

### Alimentazione
Si nutre di frutti del Mango, Marula, Rauvolfia caffra, Papaya, Parinari curatellifolia, Diospyros mespiliformis, Diospyros senensis, Uapaca kirkiana, Xanthoceras zambesiaca, Guava, specie native di Ficus, Berchemia discolor, specie di Cydonia, Eriobotrya japonica, specie di Prunus, Litchi chinensis, Mimusops zeyheri e fiori di Kigelia pinnata e Adansonia digitata. Sono considerati una seria piaga per gli agricoltori, anche se vengono risparmiati i frutti a pelle dura come le mele e le pere.

### Riproduzione
Danno alla luce un piccolo alla volta. Femmine gravide sono state osservate tra luglio e il marzo successivo, mentre altre che allattavano sono state osservate da novembre ad aprile.

## Distribuzione e habitat
Questa specie è diffusa in Angola e Namibia orientali; Repubblica Democratica del Congo e Tanzania meridionali; Zambia, Malawi, Zimbabwe, Mozambico, Botswana settentrionale, Swaziland, coste del Sudafrica orientale.
Vive nelle savane alberate tropicali e sub-tropicali inclusi boschi di miombo e mopane tra i 500 e 1.500 metri di altitudine.

## Tassonomia
Questa specie è considerata da alcuni autori una sottospecie di E. gambianus.

## Conservazione
La IUCN Red List, considerato il vasto Areale e la popolazione numerosa, classifica E.crypturus come specie a rischio minimo (Least Concern)).